# Myndus nimba
Myndus nimba är en insektsart som beskrevs av Kramer 1979. Myndus nimba ingår i släktet Myndus och familjen kilstritar. Inga underarter finns listade i Catalogue of Life.